# میچیکو فوکوشیما
میچیکو فوکوشیما (انگلیسی: Michiko Fukushima؛ زادهٔ ۲۳ اوت ۱۹۶۳) ورزشکار ورزش تیراندازی اهل ژاپن است.
وی در مسابقات کشوری و بین‌المللی در مجموع برندهٔ ۲ مدال طلا، ۵ مدال نقره شده‌است.